# What's My Line?
What's My Line? (en español: ¿Cuál es mi profesión?) es un programa de concursos semanal estadounidense que era producido por Mark Goodson y Bill Todman para la cadena televisiva CBS. Cuando fue vendido a CBS, el nombre propuesto para el programa fue Occupation Unknown (en español: Profesión desconocida). El programa original, que a menudo era transmitido en vivo, debutó el jueves 2 de febrero de 1950 a las 8:00 p. m. (hora del Este) y se emitía en semanas alternadas. El miércoles 12 de abril de 1950, la transmisión fue trasladada a las 9:00 p. m. (hora del Este) de los miércoles, igualmente de manera alternada. El domingo 1 de octubre de 1950, CBS trasladó el programa a los días domingo a las 10:30 p. m. (hora del Este) y de manera semanal, manteniéndose en este horario hasta el final de sus transmisiones en la cadena.
La primera versión del programa se emitió durante dieciocho temporadas, finalizando su emisión el 3 de septiembre de 1967. Es el programa de concursos con mayor cantidad de emisiones en la historia del horario nocturno en la televisión estadounidense.
Desde 1968 hasta 1975, una nueva versión (esta vez diaria, de lunes a viernes) fue producida por Goodson-Todman Productions para la sindicalización, y era distribuida por CBS Enterprises, la cual fue renombrada como Viacom Enterprises en 1971. Durante su emisión, What's My Line? ganó tres Premios Emmy por «Mejor Programa de Concursos o Participación del Público» en 1952, 1953 y 1958.

## Versión original de CBS (1950-1967)

### Presentadores y panelistas

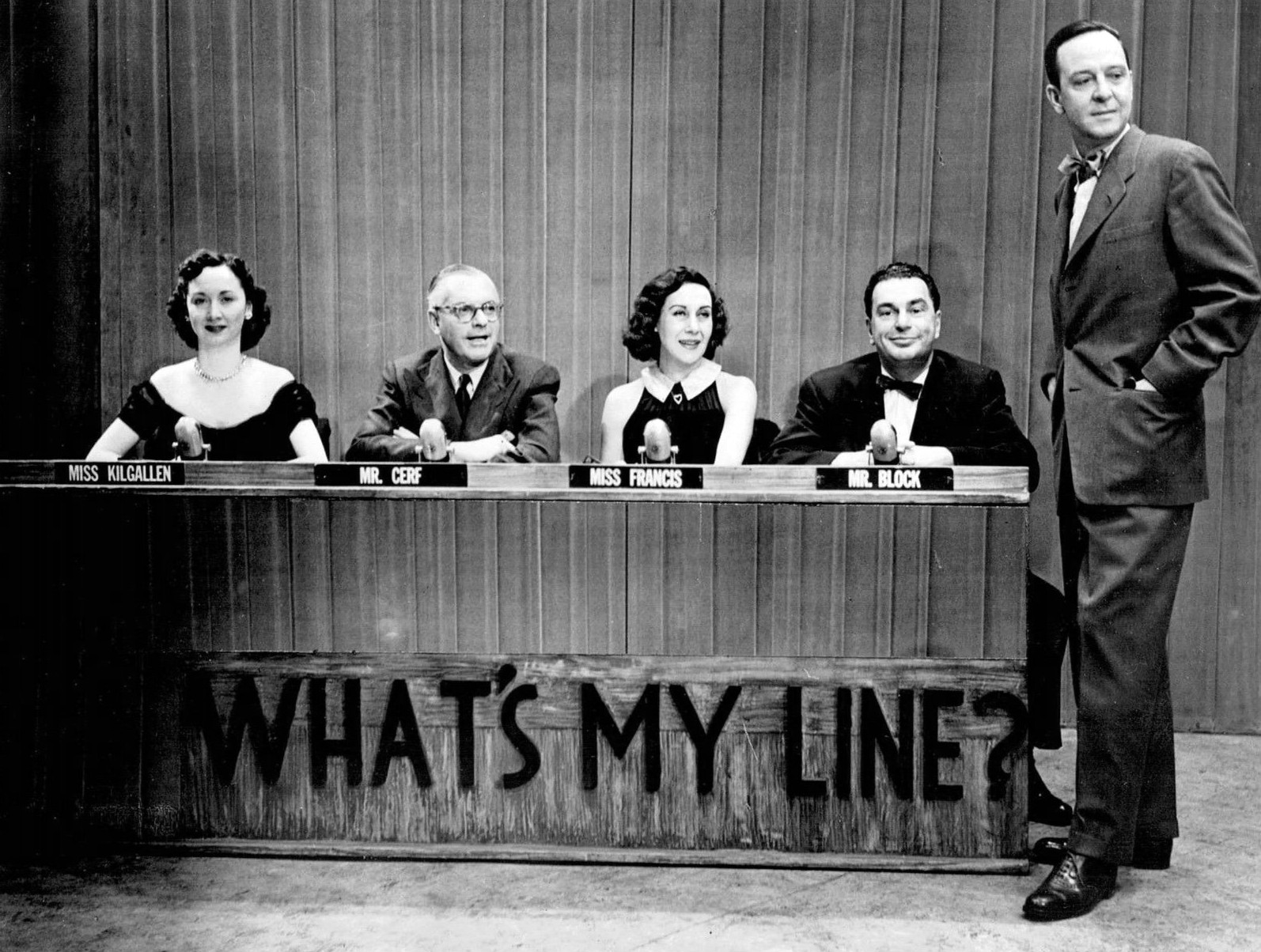
El panel en 1952. De izquierda a derecha: Dorothy Kilgallen, Bennett Cerf, Arlene Francis y Hal Block con John Daly como presentador.

La primera versión era presentada por el lector de noticias en radio y televisión, John Charles Daly. Eamonn Andrews (presentador de la versión británica de What's My Line?), Clifton Fadiman, y Bennett Cerf sustituyeron a Daly en cuatro ocasiones en las que él no estaba disponible.
El programa presentaba un panel de cuatro celebridades que interrogaban a los concursantes. El primer panel regular estaba compuesto por la columnista Dorothy Kilgallen, el poeta Louis Untermeyer, la actriz Arlene Francis, y el escritor de comedias Hal Block. Kilgallen y Untermeyer hicieron su debut en el primer episodio, mientras que Francis lo hizo en el segundo y Block en el tercer programa. Los panelistas a menudo tomaban vacaciones o poseían otros compromisos y por ende eran reemplazados con celebridades invitadas por una o más semanas. Bennett Cerf, publicista y cofundador de Random House, reemplazó a Block en octubre de 1950, y reemplazó a Untermeyer como panelista permanente en marzo de 1951. El trío de Kilgallen, Francis y Cerf era a menudo el centro de atención del panel por casi una década, hasta la muerte de Kilgallen en 1965. El par que se mantuvo continuó hasta el último episodio del programa.
Hal Block fue reemplazado por el comediante Steve Allen en 1953, el cual a su vez fue reemplazado al año siguiente por Fred Allen dado que Steve dejó el programa para comenzar The Tonight Show. Fred Allen se mantuvo en el panel hasta su muerte en 1956. Después de casi un año de puestos rotativos, Ernie Kovacs asumió el puesto de Allen, pero duró sólo doce semanas. Después de esto y también después de la muerte de Kilgallen, los dos asientos en el panel eran suplidos por personalidades invitadas cada semana y nunca volvieron a ser llenados con un panelista permanente. El panelista invitado más frecuente fue el esposo de Arlene Francis, Martin Gabel, el cual apareció 112 veces como panelista invitado.
Entre las voces en off que tuvo el programa se cuenta a Lee Vines (1950—1955), Hal Simms (1955—1961), Ralph Paul (1961), y Johnny Olson (1961—1967).

### Método de juego
Cada episodio de What's My Line? presentaba dos rondas estándar de competencia, a veces una tercera ronda si el tiempo lo permitía (y muy rara vez una cuarta), y una ronda con una "celebridad misteriosa".

#### Rondas estándar
Cada ronda estándar era un juego de adivinación en el cual el panel trataba de identificar la profesión de un concursante. El participante era brevemente saludado y presentado por Daly, que lo invitaba a tomar asiento. En las primeras temporadas, el participante podía conocer más de cerca al panel con tal de que este "inspeccionara" al concursante, y al panel se le permitía hacer una pregunta decidora referente a la profesión del participante, pero esta práctica fue suprimida en 1955, y el concursante sólo conocía al panel una vez que el programa terminaba.
Posterior a esto, la profesión del concursante era revelada al público del estudio y la audiencia en televisión, y Daly podía decirle al panel si el concursante era asalariado o trabajaba de manera independiente, y posteriormente, si trabajaba en o con un producto o servicio.
Un panelista escogido por Daly podía comenzar a realizar preguntas con respuesta de sí o no al participante. Si el panelista recibía un "sí", podía continuar preguntando; si recibía un "no", el siguiente panelista podía preguntar, y se añadían 5 dólares al premio del concursante, el cual aparecía en un mazo de cartas que Daly iba dando vueltas para mostrar el monto actual del premio. Un concursante que recibiera diez respuestas "no" ganaba el juego y un premio de 50 dólares. Si el tiempo se acababa sin lograr una de las situaciones anteriores, Daly daba vuelta todas las cartas y finalizaba el juego con ganancia total para el concursante. En algunas ocasiones, Daly volteaba todas las cartas con bastante frecuencia y arbitrariedad, evidenciando que el premio era secundario, priorizando el juego en sí.
Cada panelista tenía la opción de pasar el turno al siguiente panelista. También podían pedirle a Daly una conferencia grupal en la cual los cuatro miembros tenían un corto tiempo para discutir abiertamente sus ideas acerca de la posible ocupación.

#### Rondas de invitado misterioso
La tercera ronda de cada episodio involucraba que el panel se tapara los ojos, con tal de que la celebridad invitada no pudiera ser identificada inmediatamente. El panel debía identificar el nombre de la personalidad invitada, más que la ocupación. El proceso de preguntas era inicialmente el mismo que en las rondas estándar; una regla fue agregada el 17 de abril de 1955, y limitaba a cada panelista una pregunta a la vez independiente de la respuesta.
Las estrellas invitadas a menudo trataban de encubrir sus identidades distorsionando sus voces reales, generando también las risas o el asombro del público presente. A veces se realizaban dos de estas rondas en un episodio. Los invitados estelares usualmente provenían del mundo del entretenimiento, teatro, artes, televisión, y ocasionalmente del mundo del deporte. Los concursantes famosos de otros ámbitos, o concursantes no famosos que el panel puede conocer, eran usualmente jugados en rondas estándar, a pesar de que el panel podía estar con los ojos tapados, o el concursante simplemente podía firmar como "X", dependiendo de si lo conocen por su nombre o su apariencia.
De acuerdo a Cerf, el panel a menudo podía determinar la identidad de la personalidad misteriosa bastante rápido, dado que ellos conocían qué celebridades estaban en la ciudad; particularmente en los primeros programas antes de que se empleara la práctica de distorsionar la voz. Para proveer a la audiencia la oportunidad de ver al invitado jugar el concurso por un rato, el elenco podía simplemente continuar la ronda de preguntas al menos una vez antes de identificar quién era.

### Estilo
What's My Line? es conocido por su atención a las clases y modos de vestir. En sus primeros años, se utilizaban sólo trajes ejecutivos y vestidos de calle por el presentador y los panelistas, pero desde 1953, los hombres vestían trajes negros con corbatas de lazo (unos pocos invitados vestían smokings) mientras que las panelistas lucían vestidos formales y a menudo usaban guantes. Las dos excepciones a este código de vestimentas fueron en las transmisiones inmediatamente siguientes a las muertes de Fred Allen y Dorothy Kilgallen, en los cuales los hombres del elenco vistieron corbatas de cuello y las mujeres trajes comunes y corrientes en vez de vestidos de noche.
El juego de adivinación seguía una línea de formalidad y adherencia las reglas. Daly comúnmente nombraba a los panelistas por su apellido cuando pasaba la oportunidad de preguntar a otro panelista, a pesar de que a veces usaba el nombre de pila, especialmente en los últimos años, cuando el elenco era más familiar entre ellos.
Daly a menudo tenía que clarificar una pregunta potencialmente confusa, pero su verborrea a menudo dejaba a los panelistas más confundidos que antes. Después de un tiempo, él comenzó a tomarse esto con humor haciendo sus réplicas aún más largas. Los panelistas a menudo bromeaban acerca de las réplicas de Daly, señalando que no entendieron nada de sus comentarios confusos.

### Prácticas de producción

#### Frente a las cámaras
Cuando el programa comenzaba, los panelistas y el presentador comenzaban el episodio en sus asientos. El primer panelista era introducida por el narrador después de la introducción del programa, y cada panelista presentaba al que le seguía, con el último presentando a Daly. Hal Block se sentaba en el asiento final mientras estuvo en el programa y comenzó la práctica de presentar a Daly con una broma. Después de su partida, Bennett Cerf tomó su lugar y expandió estas introducciones, a menudo contando largos chistes. Desde 1954, el panel y el presentador comenzaban el programa fuera del escenario e iban entrando al estudio a medida que eran presentados. Esto ocurrió en respuesta a cartas que recibió el programa preguntando cómo se veían los panelistas fuera de sus asientos.
Al comienzo de cada ronda, Daly invitaba al participante a "pasar y firmar, por favor". A fines de los años 60 se adoptó una frase más familiar ("enter and sign in, please", en vez de "Come in and sign in, please"). El concursante escribía su nombre en un tablero fijado a la pared. Si la concursante era mujer, Daly preguntaba si debía ser mencionada como "Miss" ("señorita") o "Mrs." ("señora"). Además, Daly usualmente preguntaba al invitado dónde vivía. 
Además de ser un programa de concursos, What's My Line? también era una oportunidad de entrevistar a celebridades y gente con oficios interesantes. Si quedaba tiempo después del juego, Daly conversaba con el concursante acerca de su trabajo, o para los invitados especiales, acerca de sus carreras y últimos trabajos. Sin embargo, y a pesar de las constantes peticiones del panel (especialmente por parte de Arlene Francis), hubo pocas ocasiones en que esto se dio, a diferencia de su programa hermano, I've Got a Secret y la versión sindicalizada que combinó ambos programas.

#### Auspiciadores
Después de los cuatro primeros episodios, el programa obtuvo su primer auspiciador: el desodorante en aerosol Stopette, fabricado por Jules Montenier, Inc. Esto involucró la presentación del producto en la secuencia de apertura del programa, en el frente del escritorio de los panelistas, detrás del panel de firmas, y en el tablero de puntaje en el escritorio de Daly. Bennett Cerf explicó que el Dr.Montenier quedó en la ruina tras su negativa a abandonar el auspicio del programa mientras entraba a nuevos mercados. Después de la venta de las empresas de Montenier, el programa fue auspiciado por una variedad de otros auspiciadores, algunos semi-permanentes y otros que variaban cada semana. Otros auspiciadores pudieron pagar por tener más exposición, similar a la que tuvo Stopette. Cerca del final de su ciclo de vida, los auspiciadores eran presentados en la secuencia de apertura, y se emitían comerciales de los productos durante el programa, pero los objetos no se mostraban en el estudio durante la emisión.

#### Tras bambalinas
Como dato desconocido para el público, a cada "invitado misterioso" ("Mystery Guest") se le pagaban 500 dólares por su aparición en el programa, independiente de si ganaran o no el juego. Esto se pagaba aparte de los 50 dólares que obtenían si ganaban el juego, el cual a menudo donaban para caridad. Los panelistas invitados recibían 750 dólares por cada aparición. Los panelistas regulares tenían contrato y por ende se les pagaba una cantidad mayor. Bennett Cerf explicó que cuando se convirtió en miembro permanente del programa, se le pagaban 300 dólares por semana, y que al final de la última temporada, recibía cantidades "escandalosas" de dinero.

### El último programa en CBS
CBS anunció a inicios de 1967 que varios de sus programas de concursos, incluyendo What's My Line? serían cancelados al final de la temporada. Bennett Cerf señaló que la cadena había decidido que los programas de concursos ya no eran adecuados para el horario estelar, y que la noticia fue revelada por el diario The New York Times antes de que cualquiera en el programa se haya enterado.
El episodio 876 de What's My Line? por CBS, emitido el 3 de septiembre de 1967, fue el último en ser emitido por una cadena de televisión; en él se presentaron clips de episodios anteriores, una visita de los primeros concursantes del programa, y el último "invitado misterioso", que era el mismo John Daly. Daly siempre se ofreció como "invitado de emergencia" en caso de que la estrella invitada no pudiera asistir, pero esto nunca ocurrió. Mark Goodson, Bill Todman y Johnny Olson aparecieron frente a las cámaras.

## Versión sindicalizada (1968-1975)

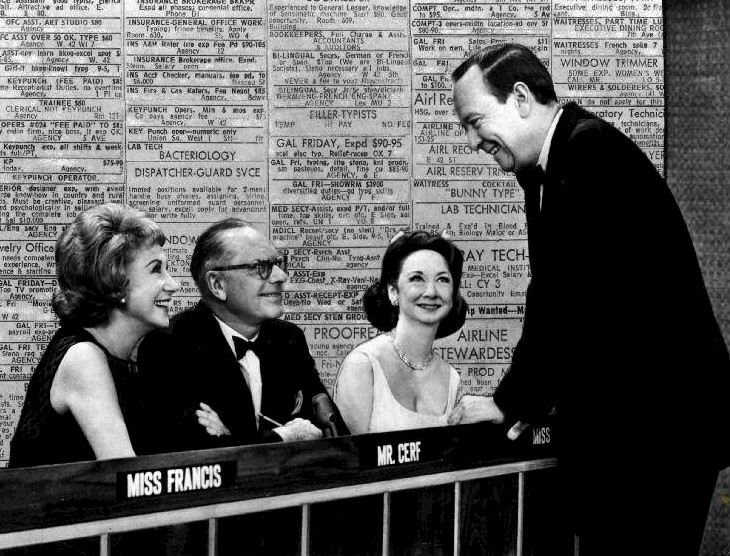
Foto tomada por el 15vo aniversario de "What's My Line?" en la televisión.

Cuando la versión original de What's My Line? finalizó en septiembre de 1967, Goodson-Todman decidieron realizar un acuerdo con la rama de sindicalización de CBS (actualmente Viacom) para que al año siguiente se realizara una nueva versión de What's My Line?, la cual se emitiría de manera diaria durante siete temporadas y 1.315 episodios. La nueva versión se convirtió en un beneficio para los bloques horarios de la tarde y noche en las estaciones locales a lo largo y ancho de los Estados Unidos, especialmente desde la temporada 1971-1972, cuando la Comisión Federal de Comunicaciones forzó a las cadenas a ceder media hora de sus bloques estelares a sus afiliadas de acuerdo a la Regla de Acceso al Horario Estelar. Originalmente, el mandato fue proclamado para que las estaciones locales produjeran noticieros y programas de asuntos públicos, pero como prácticamente todas las estaciones fuera de las grandes ciudades lo encontraban difícil de financiar, recurrieron a programas como What's My Line? para llenar dichos espacios.
La nueva versión era considerada por los productores como una fusión de What's My Line? y su refrito de los años 50, I've Got a Secret. Como reminiscencia de su programa hermano, los concursantes en esta versión frecuentemente mostraban su habilidad o producto luego de que el juego terminaba, a menudo con la ayuda de los panelistas. Al igual que en "Secret", las entrevistas y demostraciones se convirtieron en el elemento dominante del programa, con el juego en sí siendo bastante corto debido a que la mayoría de las demostraciones requerían mucho tiempo. Los signos de dólar para las respuestas negativas – que se mantuvieron en los primeros programas – fueron finalmente removidos y reemplazados por números secuenciales, del 1 al 10. Las rondas de invitados misteriosos ya no tenían puntaje, y se jugaban simplemente hasta que el personaje fuera adivinado o el tiempo se acabara.
Además, comenzó a jugarse un nuevo juego, "Who's Who" (en español: ¿Quién es quién?): cuatro miembros del público se presentaban en el escenario con cuatro profesiones señaladas en tarjetas. Los panelistas intentaban colocar las profesiones con el concursante correcto. De manera reminiscente a To Tell The Truth, el miembro del público recibía 25 dólares por cada panelista que fallara en identificar su profesión mediante las cartas, con un premio máximo posible de 100 dólares.
La introducción de dibujos animados en color utilizada durante la última temporada en CBS (que fue emitida en blanco y negro) fue reutilizada como secuencia inicial para la nueva versión. Wally Bruner fue el primer presentador de esta versión y fue sucedido por Larry Blyden en 1972. Arlene Francis y el comediante Soupy Sales fueron panelistas regulares; Bennett Cerf continuó haciendo apariciones frecuentes hasta su muerte en 1971. Otros panelistas fueron Alan Alda, su padre Robert Alda, Joanna Barnes, Dr. Joyce Brothers, Bert Convy, Joel Grey, Sherrye Henry, Elaine Joyce, Ruta Lee, Meredith MacRae, el comediante Henry Morgan, Gene Rayburn, Nipsey Russell, Sue Oakland, Gene Shalit y Dana Valery. Para remarcar el hecho de la programación diaria del espacio, los panelistas dejaron de utilizar vestidos formales usados en la era de CBS a favor de ropa más casual, al igual como lo hicieron Bruner y Blyden. Aunque Bruner tenía un estilo de presentación parecido al de Daly y mantuvo las cosas moderadamente formales, Blyden, un actor de comedias, realizó el programa de manera más casual.
En 1971, Bennett Cerf murió después de haber grabado varios episodios durante los meses anteriores a su deceso. Su último día de grabación de cinco episodios ocurrió tres semanas antes de su muerte. Las estaciones continuaron emitiendo programas de cuando él era panelista, en algunos casos hasta 18 meses después de su muerte. Esto resultó en la confusión entre los fanáticos del programa, los cuales estaban viendo episodios «nuevos» en los que aparecía Cerf, siendo que había fallecido un tiempo atrás. No todos entendían los trabajos de la sindicalización en televisión, la cual en los años 70 involucraba que las estaciones afiliadas intercambiaran las cintas maestras, con algunas televisoras emitiendo capítulos antes que otras.
Johnny Olson, que había sido el narrador del programa desde inicios de los años 60, continuó en What's My Line? durante los primeros años de sindicalización (al igual que en To Tell The Truth). Él dejó Line y Truth en 1972, cuando fue seleccionado para ser la voz en off de las nuevas versiones de The Price Is Right y I've Got a Secret en Los Ángeles.
Después de la partida de Olson, se utilizaron diferentes narradores invitados. Entre aquellos se cuenta a Wayne Howell, Dennis Wholey, Chet Gould, Bob Williams y Jack Haskell, con Gould finalmente tomando el puesto de manera regular a inicios de 1973 y hasta el último episodio.
What's My Line? utilizó dos estudios durante su emisión sindicalizada. El primero, diseñado por el director de arte de Goodson-Todman, Ted Cooper, era predominantemente azul y verde y presentaba las paredes detrás del panel y del presentador con ilustraciones que representaban diversas profesiones. El segundo, diseñado por Ron Baldwin, era rojo y amarillo con paredes azules que contenían signos de interrogación, y fue utilizado durante su temporada final en 1974—1975.
Las últimas grabaciones fueron emitidas en diversas partes de Norteamérica en el otoño de 1975. La grabación adelantada de los episodios había finalizado en diciembre de 1974. Larry Blyden, quien fue informado del fin del programa en 1975 y a quien posteriormente se le ofreció la presentación de un nuevo programa de concursos de Goodson-Todman en Los Ángeles, falleció en un accidente automovilístico en Marruecos a la edad de 49 años, unas pocas semanas después de haber grabado el piloto. 
Las nuevas versiones de What's My Line? fueron planeadas desde 1981, siendo Harry Anderson el potencial presentador de una versión planificada para el año 2000. La versión más reciente, grabada en 2002, era presentada por Alex Trebek. Sin embargo, ninguna de estas versiones salió al aire. En comparación, el programa hermano de What's My Line?, To Tell The Truth ha aparecido en no menos de tres nuevas versiones (dos sindicalizadas, una en NBC) desde que finalizó su emisión sindicalizada en 1978, y I've Got a Secret ha sido revivido tres veces desde 1973, una durante el verano de 1976 en CBS, después en 2000 por tres años en el canal de cable Oxygen y de nuevo a mediados de la década de 2000 por Game Show Network.

## Estado de los episodios
Todos los episodios de la versión original del programa fueron grabados en kinescopios y/o en filmes de cine. Una práctica a menudo utilizada por las cadenas a inicios de los años 50 era destruir el filme utilizado para estas grabaciones con tal de recuperar su contenido de plata. CBS regularmente obtenía ganancias a partir de los kinescopios destruidos de What's My Line? mediante esta técnica hasta julio de 1952, cuando Mark Goodson y Bill Todman, notando que esto estaba ocurriendo, ofrecieron pagarle a la cadena por una grabación fílmica de cada emisión del programa. Como resultado, sólo cerca de diez episodios existen de los primeros dos años del programa, incluyendo los 3 primeros episodios.
Los kinescopios existentes (actualmente digitalizados) han sido posteriormente utilizados para repeticiones en televisión. El programa ha sido repetido en el canal de cable Game Show Network en varias ocasiones.

### Especial del 25° aniversario
A inicios de 1975, con la producción de la versión sindicalizada del programa en descanso, el equipo del programa debió realizar el proceso anual de vender los derechos de sindicalización a las estaciones televisivas de Estados Unidos. Ese año, no hubo suficientes interesados para justificar su posterior producción. Sólo días antes de la separación del equipo técnico, Goodson y Todman tuvieron la idea de crear para alguna cadena televisiva un especial retrospectivo de manera de celebrar el vigésimo-quinto aniversario del debut del programa en CBS. El departamento de programación de CBS declinó aceptar la idea, pero ABC la compró. El especial fue transmitido por ABC el 28 de mayo de 1975.
Para producir el especial, los únicas grabaciones existentes en kinescopios de la primera versión del programa fueron retiradas de la bodega y llevadas a unas dependencias de edición en Manhattan que fueron rentadas por Goodson-Todman Productions. Allí, los empleados Gil Fates, Bob Bach, Pamela Usdan y Bill Egan trabajaron contra reloj durante tres días para compilar el especial de 90 minutos, bajo la presión del empleado de ABC, Bob Shanks. Durante el proceso de revisar y editar los filmes para el especial, los empleados accidentalmente dañaron o destruyeron varios kinescopios. Además, algunos filmes no almacenados quedaron en el suelo de las dependencias después de que el equipo de edición abandonó el lugar. Un episodio de abril de 1967 (en que la invitada estelar era Candice Bergen) se perdió completamente, así como un episodio de junio de 1967 en que aparecían Betty Grable y F. Lee Bailey. Otros episodios sufrieron daños parciales, como un episodio de 1965 que está principalmente dañado durante la aparición del invitado estelar, Marian Anderson.

### Lanzamientos en DVD
Alpha Video lanzó el 26 de febrero de 2008 un DVD que contiene 4 episodios. Este es un lanzamiento no oficial de episodios que se encuentran en el dominio público, y no existen noticias de un posible lanzamiento oficial de episodios en DVD.

## Otras versiones en Estados Unidos

### CBS Radio (1952-1953)
Una versión para CBS Radio de What's My Line? fue producida desde el 20 de mayo de 1952 hasta el 1 de julio de 1953. Los panelistas regulares (Dorothy Kilgallen, Bennett Cerf, Arlene Francis, y Hal Block) junto con el presentador John Daly debutaron en la versión radial de su programa el martes 20 de mayo de 1952 mientras que seguían realizando sus transmisiones televisivas los domingos en la noche.
La primera invitada misteriosa fue Marlene Dietrich, siendo ésta su única aparición en What's My Line?. Marlon Brando hizo su única aparición en What's My Line? en el programa de radio emitido el 3 de diciembre. El programa de radio posteriormente se trasladó a los días miércoles. La última transmisión se realizó el 1 de julio de 1953. Las grabaciones de algunos episodios de esta versión de radio son fáciles de revisar en el Paley Center for Media en Nueva York y en Beverly Hills, California. Otros episodios de radio están en la Biblioteca del Congreso en Washington D. C., donde los procedimientos para acceder a estos archivos son más complicados.
Se desconoce cómo el equipo del programa radial le indicaba al público oyente cuál era la profesión del concursante. Posiblemente, el anunciador Lee Vines, que era la voz de What's My Line? tanto en televisión como en radio, señalaba la profesión en voz baja. Si los productores seguían un formato similar al de la versión televisada, los radioescuchas estaban al tanto de las ocupaciones de los participantes. Si éste era el caso, esto precedió por nueve años a la manera en que se presentaba la palabra secreta en el exitoso programa de concursos Password.

### Versión en vivo (2004-presente)
Desde noviembre de 2004 hasta julio de 2006, Jim Newman y J. Keith van Straaten produjeron versiones para escenarios en vivo del programa realizadas en el ACME Comedy Theatre en Los Ángeles, California., tituladas What's My Line? – Live On Stage. La versión de Los Ángeles tuvo un receso mientras van Straaten se trasladaba a Nueva York, reiniciando los programas en junio de 2007.
La producción debutó en Nueva York en el Barrow Street Theatre el 24 de marzo de 2008 para una temporada de seis programas. El programa actualmente es una producción autorizada y está licenciada por FremantleMedia, los poseedores de los derechos de What's My Line?. Hasta el 12 de abril de 2008, los invitados misteriosos en Nueva York habían sido George Wendt, Moby, y Tony Roberts. Entre los panelistas se contaba a Michael Riedel, Stephanie D'Abruzzo, Frank DeCaro, Jonathan Ames, y los veteranos de la versión televisiva original Betsy Palmer y Julia Meade. El primer invitado en el programa de Nueva York (#75 en la producción en general) fue Pat Finch, quien fue el primer invitado en el primer episodio emitido por televisión en CBS.
En Los Ángeles, entre los panelistas de Live On Stage estuvieron  Carlos Alazraqui, Alison Arngrim, E.G. Daily, Andy Dick, Paul Goebel, Danny Goldman, Annabelle Gurwitch, Mariette Hartley, Elaine Hendrix, Marty Ingels, Cathy Ladman, David L. Lander, Kate Linder, Ann Magnuson, Troy McClain, Jayne Meadows, Lee Meriwether, Patt Morrison, Rick Overton, Jimmy Pardo, Lisa Jane Persky, Charles Phoenix, Nancy Pimental, Greg Proops, Barry Saltzman, Mink Stole, Nicole Sullivan, Marcia Wallace, Matt Walsh, Len Wein, Wil Wheaton, Gary Anthony Williams, Debra Wilson, April Winchell, y Andy Zax.
Entre los invitados misteriosos de Live On Stage han estado Ed Begley, Jr., Stephen Bishop, Mr. Blackwell, LeVar Burton, Brett Butler, José Canseco, Drew Carey, Andy Dick, Michael y Kitty Dukakis, Héctor Elizondo, Nanette Fabray, Peter Falk, Bruce Jenner, Larry King, Kathy Kinney, Bruno Kirby, Tara Lipinski, Lisa Loeb, Shelley Long, Leonard Maltin, Rose Marie, Wink Martindale, Sally Struthers, Rip Taylor, Judy Tenuta, Alan Thicke, Dick Van Patten, Lindsay Wagner, Wil Wheaton, Noah Wyle, y Sean Young.
Entre los panelistas e invitados que aparecieron en las versiones televisivas y que han aparecido en la versión en vivo están Shelley Berman, Lee Meriwether, el comentarista de radio Michael Jackson, Jayne Meadows, Nanette Fabray, Joanna Barnes, Julie Newmar, Margaret O'Brien, y Marty Ingels. Usualmente cuando un veterano del programa aparece, se presenta un DVD de alta calidad con el kinescopio original de su aparición en el programa de CBS, y que es proyectado en una pantalla de plasma ubicada detrás del escenario. Esto también se da para los concursantes que han vuelto al programa en el ACME Comedy Theatre. En julio de 2007, una residente de Los Ángeles apareció en el escenario con su profesión, luego de recordar su paso por el programa 43 años antes en Nueva York, donde Arlene Francis la identificó como inspectora de parquímetros. También se emitió un segmento del kinescopio correspondiente a dicho programa.
Además, el programa ha presentado a familiares del elenco original: Jill Kollmar (hija de Dorothy Kilgallen y Richard Kollmar), Nina Daly (hija de John Charles Daly), y Vinton Cerf (co-inventor de la Internet y primo lejano de Bennett Cerf).

## En otros países

### Alemania
La versión alemana se llamaba Was bin ich? (en español: ¿Qué soy yo?) y era presentado por el bávaro Robert Lembke. El programa se emitió desde 1955 hasta 1958 y posteriormente desde 1961 hasta la inesperada muerte de Lembke en 1989. Era transmitido por el canal ARD. Lembke, que en aquel entonces encabezaba la división de noticias del Establecimiento de Radiotelevisión de Baviera Bayerischer Rundfunk (BR, operado por el Estado), compró los derechos para el formato televisivo durante una visita a la BBC en 1954. Lembke posteriormente encabezó el Centro Olímpico Alemán para los Juegos Olímpicos de 1972, realizados en Múnich.
El panel más conocido de la versión alemana consistía en el juez distrital Hans Sachs, la actriz Marianne Koch, las anunciadoras de televisión Annette von Aretin y Anneliese Fleyenschmidt, y Guido Baumann, presidente de la Corporación de Radiotelevisión Suiza. Los invitados recibían 5 marcos por cada respuesta negativa, para un premio total de 50 marcos si su profesión no era adivinada al tiempo que el panel recibiera 10 respuestas "no". El premio en dinero era entregado a los concursantes en un "cerdo alcancía" de porcelana, y Lembke insertaba una moneda de 5 marcos en la ranura del cerdito cada vez que la respuesta era "no", produciendo un sonido característico. Relacionado con esto es que surge la frase más famosa de Lembke en el programa, "Welches Schweinderl hättens denn gern?" (en español: ¿Qué cerdito le gustaría tener?), hablado en su fuerte acento bávaro. Esta frase se refería a los diferentes cerditos coloreados que los concursantes podían elegir antes de comenzar la ronda de preguntas.
Una nueva versión del programa se emitía semanalmente por Kabel 1 desde 1999 hasta 2005. Era presentado por Björn Hergen Schimpf. El panel estaba compuesto por el comediante Herbert Feuerstein, el anfitriona de talk-shows Vera Int-Veen, el exministro alemán de trabajo y asuntos sociales Norbert Blüm, y la comediante Tanja Schumann.

### Brasil
La versión brasileña de What's My Line? se llamaba Adivinha o que ele Faz? (en español: Adivina qué hace). En 1956, la anfitrión de la versión brasileña, Heloísa Helena, apareció como concursante en la versión estadounidense, en el episodio #341 del 16 de diciembre de 1956.

### Canadá (hablada en francés)
La versión franco-canadiense de What's My Line? se llamaba Chacun son Metier (en español: A cada cual su trabajo). En 1959, el anfitrión de la versión franco-canadiense, Louis Morisset, apareció como concursante en la versión estadounidense, en el episodio #448 del 18 de enero de 1959. Esta versión fue emitida en Canadá desde 1954 hasta 1959. La panelista canadiense Nicole Germain apareció como concursante en la primera ronda de la versión estadounidense en el episodio #242 del 23 de enero de 1955.

### Chile
La versión chilena, titulada Quién soy yo, se emitió entre 1967 y 1970 por Canal 13 y entre 1970 y 1979 por TVN. Su presentador era Enrique Bravo Menadier y algunos de sus panelistas fueron la actriz Liliana Ross y el humorista Jorge Romero (conocido como Firulete).

### Corea del Sur
En 1963, una panelista de la versión surcoreana, Keun Oh Kim, apareció como concursante en la versión estadounidense, en el episodio #674 del 28 de julio de 1963. La versión surcoreana comenzó en 1956, y estaba en manos del gobierno de ese país y se emitía como una organización sin fines de lucro.

### España
La versión española de What's My Line? fue emitida en los años 60 por TVE, y se llamaba Adivine su vida.

### Reino Unido
Una versión británica de What's My Line? fue emitida entre 1951 y 1963 en la BBC. Fue brevemente revivida en 1973, y posteriormente por ITV desde 1984 hasta 1990 (esta vez producida por Thames Television).
Eamonn Andrews presentaba la primera versión británica, excepto en el primer episodio donde el anfitrión fue Gilbert Harding. Entre los panelistas de la versión original se contaba a Elizabeth Allan, Isobel Barnett, Katie Boyle, Jerry Desmonde, Gilbert Harding, Barbara Kelly, Ghislaine Alexander, Cyril Fletcher, Marghanita Laski y David Nixon.
En aquel tiempo, también había una versión paralela del programa en radio para los escuchas británicos en Radio Luxembourg, auspiciado por Cornflakes de Kellogg's. Debido a que Eamonn Andrews y Gilbert Harding tenían contratos de exclusividad con la BBC, sus puestos fueron cubiertos en radio por Peter Martyn y Richard Attenborough respectivamente. David Nixon, Barbara Kelly e Isobel Barnett aparecían en la versión radial.
Desde 1973 hasta 1974 el programa se emitía por BBC2, presentado por el disc-jockey David Jacobs, siendo los panelistas regulares William Franlyn, Isobel Barnett, Kenneth Williams y Anna Quayle (que posteriormente fue reemplazada por Nanette Newman).
Eamonn Andrews regresó como presentador en una nueva versión del programa en ITV en 1984 con John Benson como el anunciador. Esta nueva versión continuó al aire en horario estelar y a pesar de que principalmente los episodios se grababan antes de su emisión, algunos episodios se emitían en vivo (John Benson abría el programa con "Tonight from London it's time for What's My Line" (en español: Esta noche, desde Londres, es tiempo de "What's My Line") en los episodios previamente grabados o "Live from London it's time for What's My Line" (en español: En vivo, desde Londres, es tiempo de "What's My Line") para las ediciones en vivo). Entre los panelistas regulares estaban Angela Rippon, Ernie Wise, George Gale, Jeffrey Archer, Barry Sheen y el novelista Jilly Cooper. Después de la muerte de Andrews en 1987, la actriz Penelope Keith asumió el rol de presentadora. El programa siguió emitiéndose desde 1989 hasta 1990 con Angela Rippon como presentadora. Todos los episodios de Keith y Rippon fueron pregrabados y emitidos en el bloque diurno de ITV.
El programa fue revivido una vez más por Meridian Television a mediados de los años 90, presentado por Emma Forbes. Una edición especial presentada por Hugh Dennis fue producida por BBC Four en 2005, como parte de una temporada acerca de la cultura británica en la década siguiente a la Segunda Guerra Mundial. Una edición de la primera versión (del 5 de octubre de 1957) fue emitida por BBC Four como parte de aquel especial.

### Venezuela
La versión venezolana de What's My Line? se llamaba Mi Trabajo y Yo, y fue emitida durante los años 60 por RCTV, siendo su presentador Renny Ottolina. En 1961, el director y moderador de la versión venezolana, Jacques Lemoine, apareció como concursante en la versión estadounidense, en el episodio #594 del 24 de diciembre de 1961.